# Industrieel Instituut van Norilsk
Het Industrieel Instituut van Norilsk (Russisch: Норильский индустриальный институт; [Narilski indoestrialny institoet]; afgekort: НИИ; NII) is een van de noordelijkste onderwijsinstituten ter wereld en van Rusland. Het instituut staat in de stad Norilsk in kraj Krasnojarsk.

## Geschiedenis
Het instituut ontstond in 1961 als het industrieel avondinstituut van Norilsk uit de Avondfaculteit voor non-ferrometalen van Krasnojarsk (1959), het Studieondersteuningscentrum van het interscholaire polytechnisch instituut van de hele unie (UKP VZPI, 1947) en de Mijnbouw- en metallurgische school van Norilsk (1944), die per decreet van het Ministerie van hoger en middelbaar speciaal onderwijs van de RSFSR (Nr. 194: op 30 december 1961) en per decreet van de Raad voor nationale economie van Krasnojarsk (Nr. 1163: op 13 december 1961) werden samengevoegd. In 1974 ontstonden de eerste dagopleidingen.
In 1987 werd het instituut in opdracht van Minvuz (Ministerie van hoger onderwijs van de Sovjet-Unie) geherstructureerd naar de fabriek-technische hogeschool (zavod-vtuz) van Norilsk Nikkel, waarbij elke afgestudeerde gegarandeerd werk kreeg in dit bedrijf. In 1989 werd een graduate school geopend in het instituut.
In 1991 werd de fabriek-technische hogeschool hernoemd naar Industrieel Instituut van Norilsk.

## Faculteiten
- Faculteit voor elektro-energetica en technologische installaties
- Gorno - metallurgische faculteit
- Inzjenerno - economische faculteit
- Polytechnisch college van het NII

## Leerstoelen
- Lichamelijke opvoeding
- Industriebouw en weg- en waterbouwkunde
- Ontwikkeling van delfstoffenafzettingen